# Éditions de Fallois
Pour les articles homonymes, voir Fallois.
Éditions de Fallois ou Bernard de Fallois Éditeur , est une ancienne maison d'édition française indépendante fondée par Bernard de Fallois en 1987 et dirigée, depuis la mort de son fondateur, par Dominique Goust. Bien que de taille réduite, elle a publié les œuvres de plusieurs académiciens tels que Marcel Pagnol, Jacqueline de Romilly et Maurice Tubiana, et de nombreux auteurs contemporains ayant une large audience, dont Raymond Aron et Françoise Chandernagor. C'est également la maison d'édition de Joël Dicker, devenu célèbre grâce à ses romans d'enquêtes.

## Description
Éditions de Fallois exploite un catalogue d'œuvres anciennes, dont trente-quatre titres de Marcel Pagnol dans la collection Fortunio, et la série Fortune de France de Robert Merle ; son activité consiste principalement à publier des œuvres inédites, couvrant des domaines de littérature contemporaine (essais ou fiction) à l'histoire (Michel Zink, Simone Bertière) et des auteurs Georges Moustaki, Jean-Marie Lustiger et Éric Tabarly, l'auteur genevois à succès Joël Dicker.
 La maison publie aussi des œuvres de la littérature anglaise, ou en provenance de Suisse et des pays de l’Est (Vladimir Volkoff), en coédition avec les Éditions L'Âge d'Homme.

## Historique
Bernard de Fallois a fondé cette maison d'édition avec pour principal objectif l'indépendance vis-à-vis des grands groupes financiers. Malgré plus de  trente ans d'existence et la publication d'auteurs renommés, mêlant succès d'estime et commerciaux, la maison a conservé une taille réduite et n'a pas cherché à s'étendre davantage. Son fondateur avouait avant son décès, survenu au début de 2018, ne pas chercher la rentabilité à tout prix et souhaitait principalement publier des œuvres qu'il appréciait, dont celles de ses nombreux amis.
En octobre 2021, à la suite du décès de Bernard de Fallois et du départ de Joël Dicker, leur auteur vedette, les Éditions de Fallois annoncent cesser leur activité à la fin de l'année 2021.